# PGC 6863
LEDA/PGC 6863, auch UGC 1323, ist eine leuchtschwache Galaxie im Sternbild Widder auf der Ekliptik. Sie ist schätzungsweise 220 Millionen Lichtjahre von der Milchstraße entfernt und hat einen Durchmesser von etwa 105.000 Lichtjahren. Vom Sonnensystem aus entfernt sich das Objekt mit einer errechneten Radialgeschwindigkeit von näherungsweise 4.800 Kilometern pro Sekunde.
Sie gilt als Teil der 17 Mitglieder zählenden Lyons Groups of Galaxies LGG 31 um NGC 673.
Im selben Himmelsareal befinden sich unter anderem die Galaxien NGC 683, PGC 6733, PGC 1395355, PGC 1401493.